# Abraham Akersloot
Abraham Akersloot (ur. 1687, zm. 1748) – holenderski urzędnik.
Był synem Jakoba Akersloot (zm. 1727), sekretarza Haarlem. Od roku 1715 piastował stanowisko kapitana floty Amsterdamu (kapitein-ter-zee). Było to dość istotne stanowisko, ponieważ każde wielkie miasto nadmorskie, a szczególnie Amsterdam, prowadziło wówczas własną politykę morską.
Miał dwóch braci: Jakoba Akersloot Młodszego (1682–1711) oraz Paulusa Akersloot.